# Kasteel van Le Lude
Het Kasteel van Le Lude (Frans: Château du Lude) is een kasteel in de Franse gemeente Le Lude, in het departement Sarthe. Qua bouwstijl is het kasteel typerend voor de eerste Franse renaissance.
Het oorspronkelijke fort dateert uit de 13e eeuw. In de 16e eeuw werd een woongedeelte bijgebouwd dat in de 18e eeuw gerestaureerd werd. Het kasteel verkreeg zo zijn hedendaagse aanblik. Hierbij werd de overweldigende indruk die het gebouw uitstraalde, in ere gehouden.

## Geschiedenis
Men begon al aan de bouw van het fort in de 10e eeuw, op de linkeroever van de Loir (niet te verwarren met de Loire). Op die manier kon men Anjou veiligstellen voor invallen van Noormannen. Ook tijdens de Honderdjarige Oorlog zorgde het kasteel voor bescherming tegen de Engelsen. De legendarische Gilles de Rais, ook bekend als Blauwbaard, behaalde er een overwinning.
Lodewijk XI van Frankrijk werd op het einde van de 15e eeuw de nieuwe heer van Le Lude. Zijn kamerheer, Jehan de Daillon, volgde de raad op van zijn vriend, René I van Anjou, en deed een beroep op diens architect Jean Gendrot. Deze man renoveerde het oude fort volledig en verbouwde het tot een bewoonbaar kasteel. Bij het ontwerp van de voorgevel inspireerde Gendrot zich op de Italiaanse renaissance. De vloer van het voorplein werd met marmer betegeld.
Het bouwproject van Gendrot had de idealen van de renaissance hoog in het vaandel staan. De voorziene werken waren zeer belangrijk en duurden meerdere jaren. De architect mobiliseerde voor de renovatie zeer veel arbeiders, en liet huizen bouwen waarin ze konden wonen. Die werden gebouwd in een straat, die vandaag Rue de la Gendrottière heet. De meest voorname huizen waren uiteraard voor de ploegbazen. De mooiste woning, het "huis van de architect" of "het huis van Gendrot" is een gebouw in renaissancestijl.
De grootste wens van Gendrot was om de vleugels van het gebouw, de ophaalbrug en stroompijler te slopen. Hij vulde ook de sloot op, ter hoogte van het oude hoenderhof, om het bloemenperk van de oostkant ermee op gelijke hoogte te brengen. Gendrot brak eveneens de noordoostelijke toren van het gebouw af. Hij herbouwde de oorspronkelijk kleinste toren op een aanzienlijk vergroot fundament.
De heer van Le Lude, Jean Daillon, is voor het einde van de werkzaamheden gestorven. Vervolgens heeft zijn zoon Jacques Daillon het project tot een goed einde gebracht, door de inrichting af te werken. Het kasteel heeft verschillende bekende gasten ontvangen zoals Hendrik V van Engeland, Lodewijk XIII van Frankrijk en de markies van Sévigné.

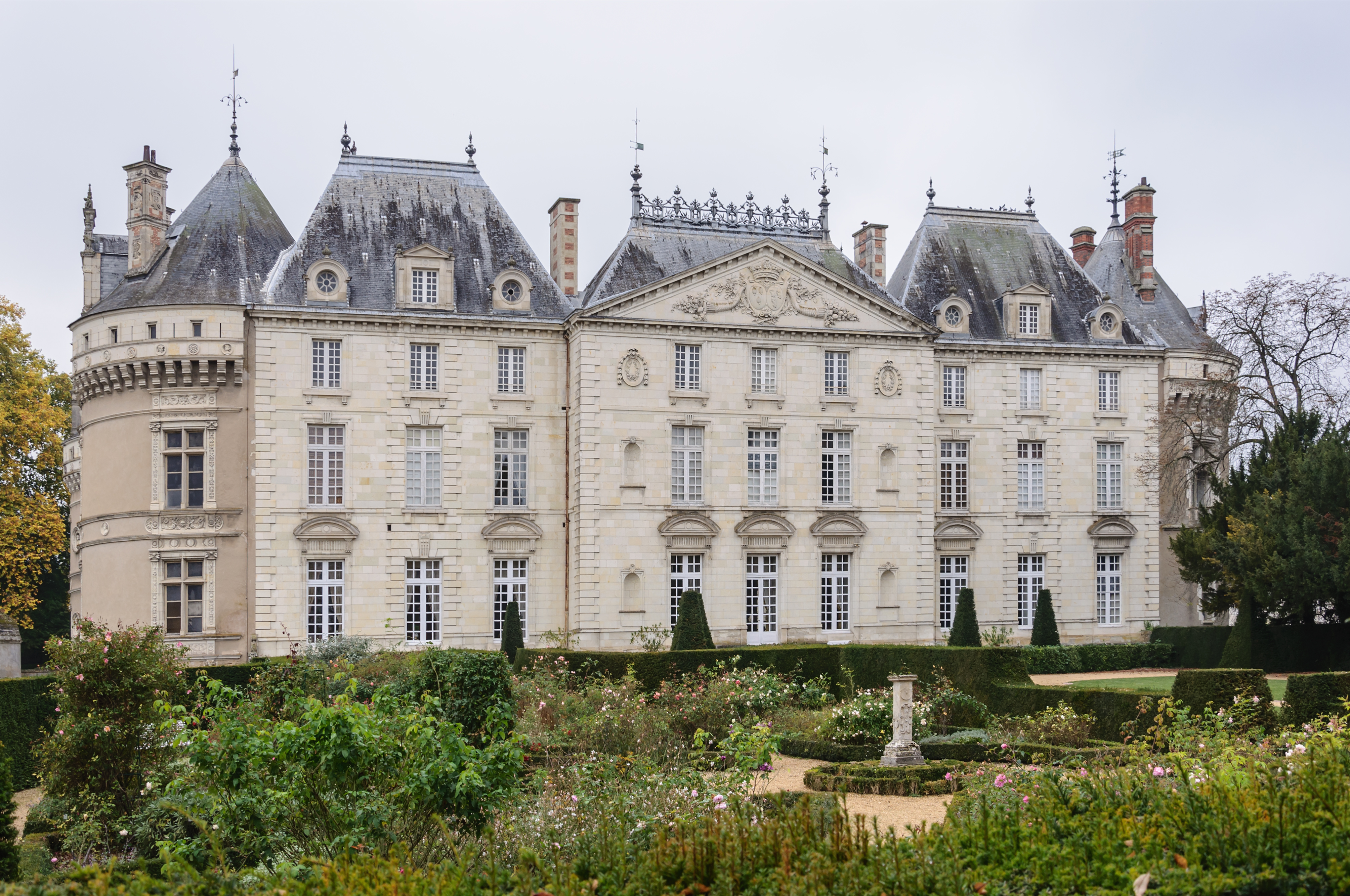
De oostgevel in de stijl van Lodewijk XVI

Het is de hertogin van Le Lude die het schilderskabinet, een Italiaanse studiolo van de school van Rafaël, opgericht heeft. Joseph Duvelaër, raadgever van de Vereenigde Oostindische Compagnie, veroverde Le Lude in 1751. Zijn nicht Françoise Butler (1741-1798) werd door een huwelijk met Etienne Auguste Baude de La Vieuville in 1758 markiezin de La Vieuville (1713-1795). Ze liet in 1787 de klassieke vleugel in de stijl van Lodewijk XVI bouwen en behield het kasteel tijdens de Franse Revolutie. Haar dochter, Elisabeth (1764-1814) was getrouwd met Louis Céleste de Talhouët-Bonamour (1761-1812), markies van Talhouët. Het kasteel kwam daarna in handen van Auguste de Talhouët (1788-1842), stichter van de familietak Talhouët-Roy. Daarna was het kasteel in bezit van Auguste de Talhouët-Roy (1819-1884), die het tijdens de 19e eeuw gerestaureerd heeft.

## Architectuur
Het kasteel is versterkt door een systeem van sporen en slotgrachten. Op 27 februari 1928 werden de voorgevel van Frans I en de huiskapel erkend als beschermd monument.
De keukens van het kasteel zijn gewelfd en bestaan al sinds de 15e eeuw. Het schilderijenkabinet is een Italiaanse studiolo van de school van Rafaël. Alle bijgebouwen alsook de twee toegangspoorten zijn erkend als historisch erfgoed op 28 oktober 1992.

## Park en tuinen

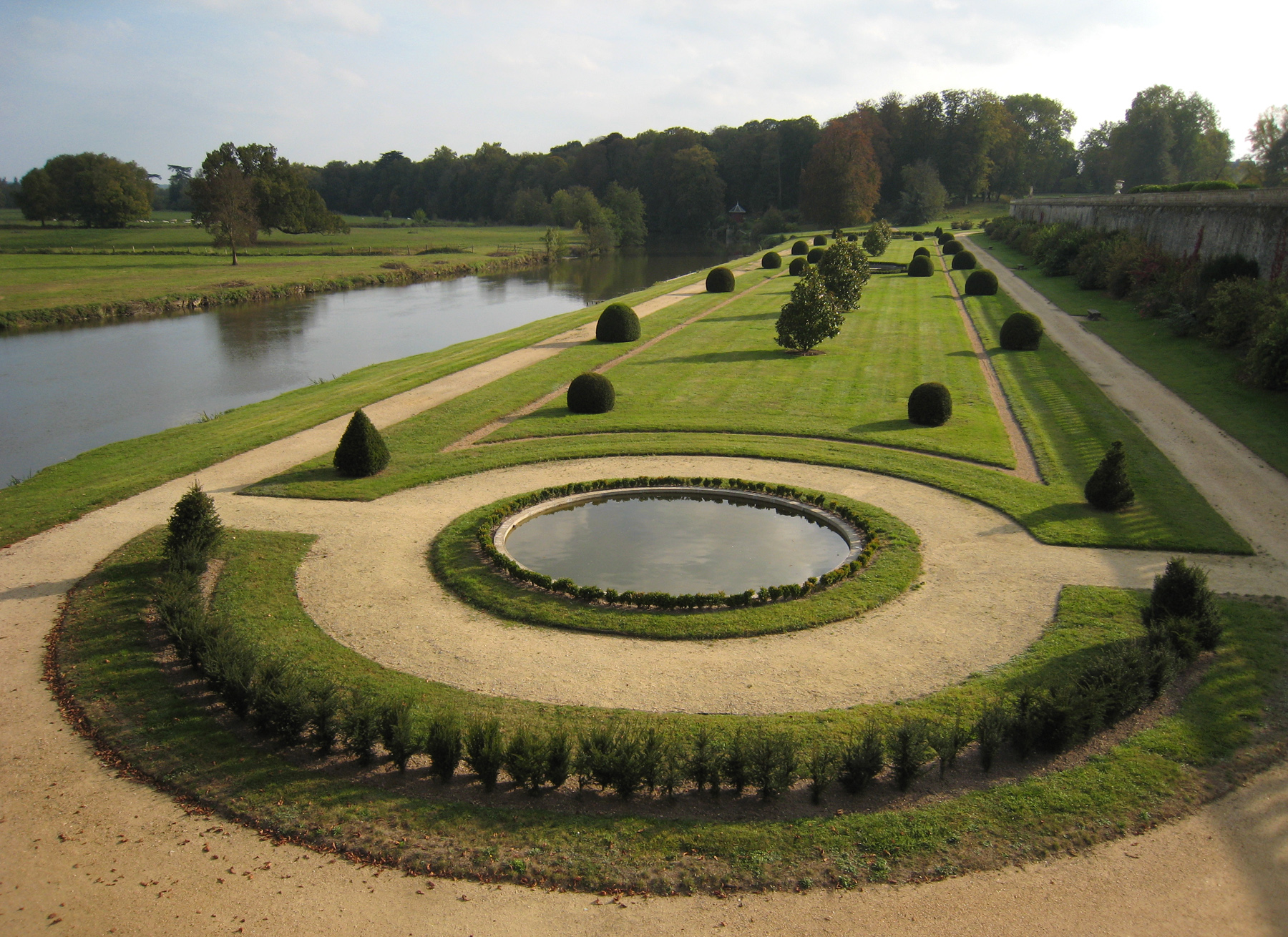
Kasteeltuin

De historische tuinen van Le Lude strekken zich uit over verscheidene niveaus tussen het kasteel en de Loir. Het gebouw, dat nog steeds bewoond is, wordt omgeven door een Franse tuin en een Engels park. Het oude, maar versterkte plein werd in de 17e eeuw met de grond gelijk gemaakt om een terras te bouwen. Het terras werd voorzien van een elegante stenen balustrade die meer dan 200 meter lang is. Het metselwerk en de balustrades van de terrassen en de omheiningen van het park werden eveneens erkend als historisch monument op 28 oktober 1992.
In de 19e eeuw heeft Edouard André de moestuin langs de rivier veranderd in een Franse tuin met zijn typische bloemenperken en vijvers. De tuinen, ontworpen door Edouard André, bezitten vele bloeiende en geurige struiken. Op de hoge muren groeit er boerenjasmijn en ook lila's zijn erop te vinden. Het landbouwpark aan de andere kant van de oever bestaat uit weiden. Het Bronpark is een Engels park dat versierd is met wintervaste planten en bestrooid met fabriekjes, een kiosk, een grot en een slotgracht.
De moestuin is 2 hectare groot en strekt zich uit over 3 terrassen op verschillende niveaus. Édouard André heeft deze tuin in 1880 ontworpen. Je vindt er onder andere fruitboomrijen, serres en een wintertuin. Die bevat nog altijd zaaibedden, zeldzame bloemen en groentesoorten.
In 1997 werd een sporentuin aangelegd aan de voet van de voorgevel van Lodewijk XVI. Rond een doolhof van buxus en een rozentuin staan gesnoeide taxushagen. De rozencollectie bestaat uit ‘rosa chinensis’, theerozen en edelrozen zoals ‘Mutabilis’, ‘Old Bush’, ‘Lodewijk XIV’ en ‘Irène Watts’.
Er worden ook regelmatig klank- en lichtspelen georganiseerd. Die zijn gekend tot ver buiten het departement.

## Extra
Joseph Duvelaër, een directeur van de Verenigde Oostindische Compagnie en gevolmachtigd ambassadeur van Lodewijk XV in Londen, kocht het kasteel van de nicht van de laatste Daillon (hertog van Lude). Hij liet het na aan zijn nicht Françoise Butler, die getrouwd was met markies de la Vieuville.
Mevrouw de la Vieuville liet de voorgevel in Lodewijk XVI-stijl bouwen. In een hoek van het gebouw herinnert een gedenkplaat aan deze uitbreiding uit 1787. Volgens de overlevering verbleef de markiezin tijdens de Revolutie alleen in het kasteel, waar ze beschermd werd door de inwoners.
Als compensatie voor het behouden van haar eigendom moest ze aan de stad haar meubilair afgeven en de archieven laten verbranden. Hierdoor werd het historisch onderzoek behoorlijk bemoeilijkt. (Uit een brief aan de gravin van Louis R. de Nicolay Pauchet Victor Le Lude, 14 november 1977) bron: Prométhé